# Teruelictis
Teruelictis — вимерлий рід хижих ссавців з родини мустелових, який імовірно, був споріднений з видрами. Тварина жила у верхньому міоцені, а її скам'янілості були знайдені в Іспанії. Тварина, ймовірно, була наземним хижаком. Довжина тварини близько 60 сантиметрів, а зубний ряд дуже схожий на видру. Однак, схоже, тварина не була напівводною. Скелет був струнким і довгоногим, на відміну від видр. Ці риси свідчать про те, що еволюційна лінія видр виникла в міоцені (або навіть у нижньому олігоцені) і що морфологія зубів видр розвивалася раніше, ніж інші характеристики скелета.